# Aix-la-Fayette
Aix-la-Fayette település Franciaországban, Puy-de-Dôme megyében. Lakosainak száma 99 fő (2022. január 1.). Aix-la-Fayette Échandelys, Fournols, Saint-Genès-la-Tourette és Saint-Germain-l’Herm községekkel határos.

## Népesség
A település népességének változása:
| Lakosok száma | 67   | 83   | 91   | 93   | 93   | 94   | 96   | 97   | 99   |
|               | 2013 | 2015 | 2016 | 2017 | 2018 | 2019 | 2020 | 2021 | 2022 |